# Typhlomyophthirus bifoliatus
Typhlomyophthirus bifoliatus är en insektsart som beskrevs av Chin 1980. Typhlomyophthirus bifoliatus ingår i släktet Typhlomyophthirus och familjen ledlöss. Inga underarter finns listade i Catalogue of Life.